# Objazda (gromada)
Objazda – dawna gromada, czyli najmniejsza jednostka podziału terytorialnego Polskiej Rzeczypospolitej Ludowej w latach 1954–1972.
Gromady, z gromadzkimi radami narodowymi (GRN) jako organami władzy najniższego stopnia na wsi, funkcjonowały od reformy reorganizującej administrację wiejską przeprowadzonej jesienią 1954 do momentu ich zniesienia z dniem 1 stycznia 1973, tym samym wypierając organizację gminną w latach 1954–1972.
Gromadę Objazda z siedzibą GRN w Objeździe utworzono – jako jedną z 8759 gromad na obszarze Polski – w powiecie słupskim w woj. koszalińskim na mocy uchwały nr 43/54 WRN w Koszalinie z dnia 5 października 1954. W skład jednostki weszły obszary dotychczasowych gromad Objazda, Gąbino i Dębina ze zniesionej gminy Wytowno oraz obszar dotychczasowej gromady Rowy ze zniesionej gminy Gardna Wielka w tymże powiecie. Dla gromady ustalono 15 członków gromadzkiej rady narodowej.
31 grudnia 1959 do gromady Objazda włączono obszar zniesionej gromady Wytowno w tymże powiecie.
31 grudnia 1971 do gromady Objazda włączono wieś Machowino ze zniesionej gromady Strzelinko w tymże powiecie.
Gromada przetrwała do końca 1972 roku, czyli do kolejnej reformy gminnej. 1 stycznia 1973 w powiecie słupskim utworzono gminę Objazda (zniesioną 1 lipca 1976).